# Leiurus hadb
Leiurus hadb — вид скорпіонів родини Buthidae. Описаний у 2023 році.

## Поширення
Ендемік Саудівської Аравії. Виявлений у заповіднику Маджамі аль-Хабд у провінції Ер-Ріяд.

## Назва
Видова назва hadb відноситься до заповідної території Маджамі аль-Хадб, Національного центру дикої природи, де було знайдено новий вид.

## Опис
Досить великий скорпіон: тіло від 6,6 до 11 см завдовжки, карапакс — 6,7–10,6 мм. Основний колір тіла жовтий або жовто-помаранчевий, карапакс і тергіти з сильною темною пігментацією.